# Petar Ubavkić
Petar Ubavkić (en serbe cyrillique Петар Убавкић ; né le 12 avril 1852 à Belgrade - mort le 28 juin 1910 à Belgrade) était un sculpteur et un peintre serbe. Il est considéré comme le père fondateur de la sculpture serbe,.

## Biographie
En 1866, après sa quatrième année de lycée, Petar Ubavkić obtint une bourse et il commença à étudier la peinture d'icône avec un maître italien installé à Belgrade. Puis il continua sa formation d'abord à Pančevo puis, à partir de mars 1873, à Vienne, où il se consacra à la sculpture. Il dut rentrer à Belgrade pour des raisons de santé. Mais il obtint une nouvelle bourse d'études et, en 1874, il poursuivit ses études à la Königliche Kunstgewerbeschule de Munich puis à l'Académie des Beaux-Arts de la ville. La guerre serbo-turque de 1876-1878 interrompit ses études et Petar Ubavkić rentra dans sa patrie. À la fin de la guerre, il devint professeur mais, dès la fin de 1878, avec une nouvelle bourse, il partit à Rome étudier à la Reale Academia di Belle Arti di San Luca où il acheva sa formation en 1882.
Petar Ubavkić resta à Rome jusqu'en 1889. De retour à Belgrade, il travailla comme professeur d'art plastique, puis comme professeur de dessin et de calligraphie et enfin comme professeur au Troisième lycée de Belgrade. En 1882, il présenta ses œuvres à la première exposition de sculpture moderne du Musée national de Belgrade. Le 30 janvier 1883, il fut élu membre de la Société savante de Serbie. Cette Société fut intégrée dans l'Académie serbe des sciences et des arts et Ubavkić en devint membre d'honneur en 1892. En 1889 et 1900, il participa aux Expositions universelles de Paris, en même temps que Đorđe Jovanović et Uroš Predić.
Le 4 septembre 1904, Petar Ubavkić fut un des membres fondateurs de la Société d'artistes serbes Lada, fondation qui eut lieu peu avant la première exposition d'art yougoslave qui se tint à Belgrade. Avec Petar Ubavkić, les fondateurs de la Société étaient Uroš Predić, Đoka Jovanović, Marko Murat, Beta Vukanović, Rista Vukanović et Simeon Roksandić ; Nadežda Petrović participa à la création de ce groupe, mais elle le quitta deux ans plus tard.
Petar Ubavkić mourut à Belgrade le 28 juin 1910. Il est enterré au Nouveau cimetière de la ville,.

## Œuvres

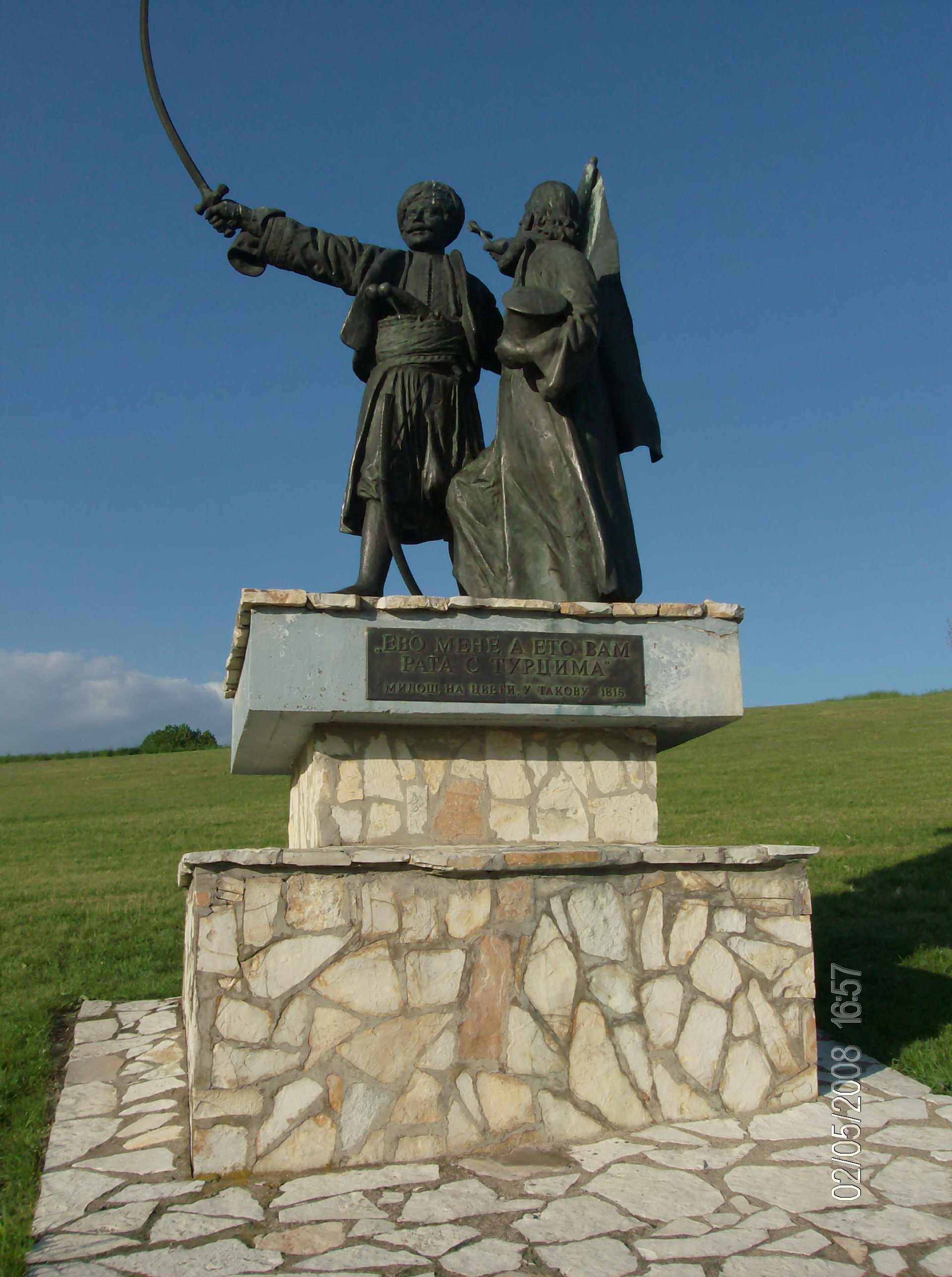

Les sculptures de Petar Ubavkić se caractérisent par leur style réaliste, voire vériste. 
Parmi les œuvres les plus connues du sculpteur, on peut citer :
- le buste de Vuk Stefanović Karadžić, Musée national de Belgrade
- le buste du prince Miloš Obrenović
- le buste de Đuro Daničić
- le tombeau du roi Milan Obrenović
- Le Soulèvement de Takovo[7]